# Döda bron

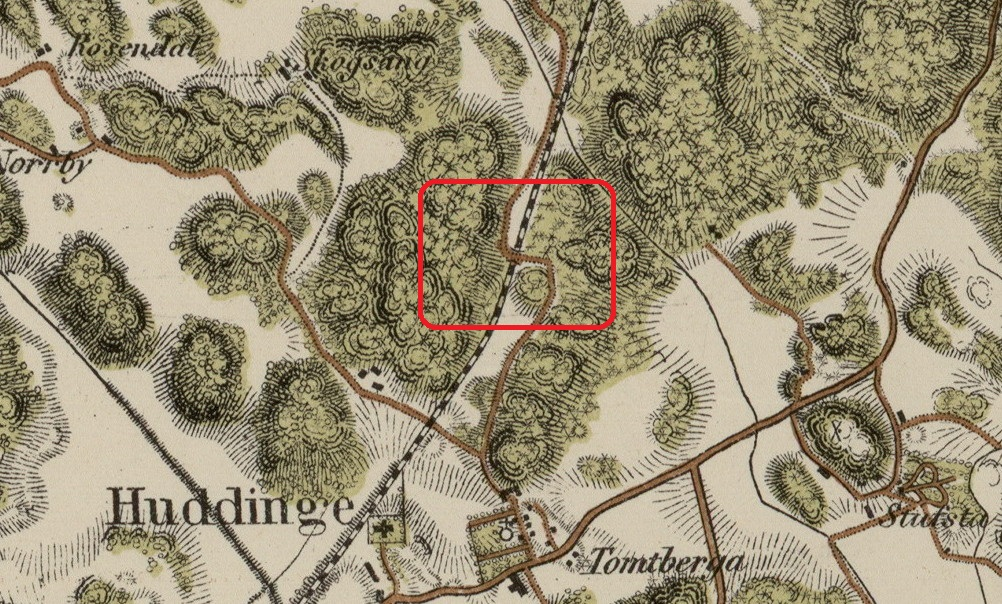
Döda bron (inom röd ram) på Topografiska corpsens karta från 1861.

Döda bron kallas en gång- och cykelbro över Västra stambanan i Huddinge kommun. Namnet är inte officiellt. Bron ligger cirka 1 200 meter norr om Huddinge station. Den första ”Döda bron” invigdes 1860 och var då den enda bron över järnvägen längs Västra stambanan mellan Stockholm och Södertälje. 

## Historik

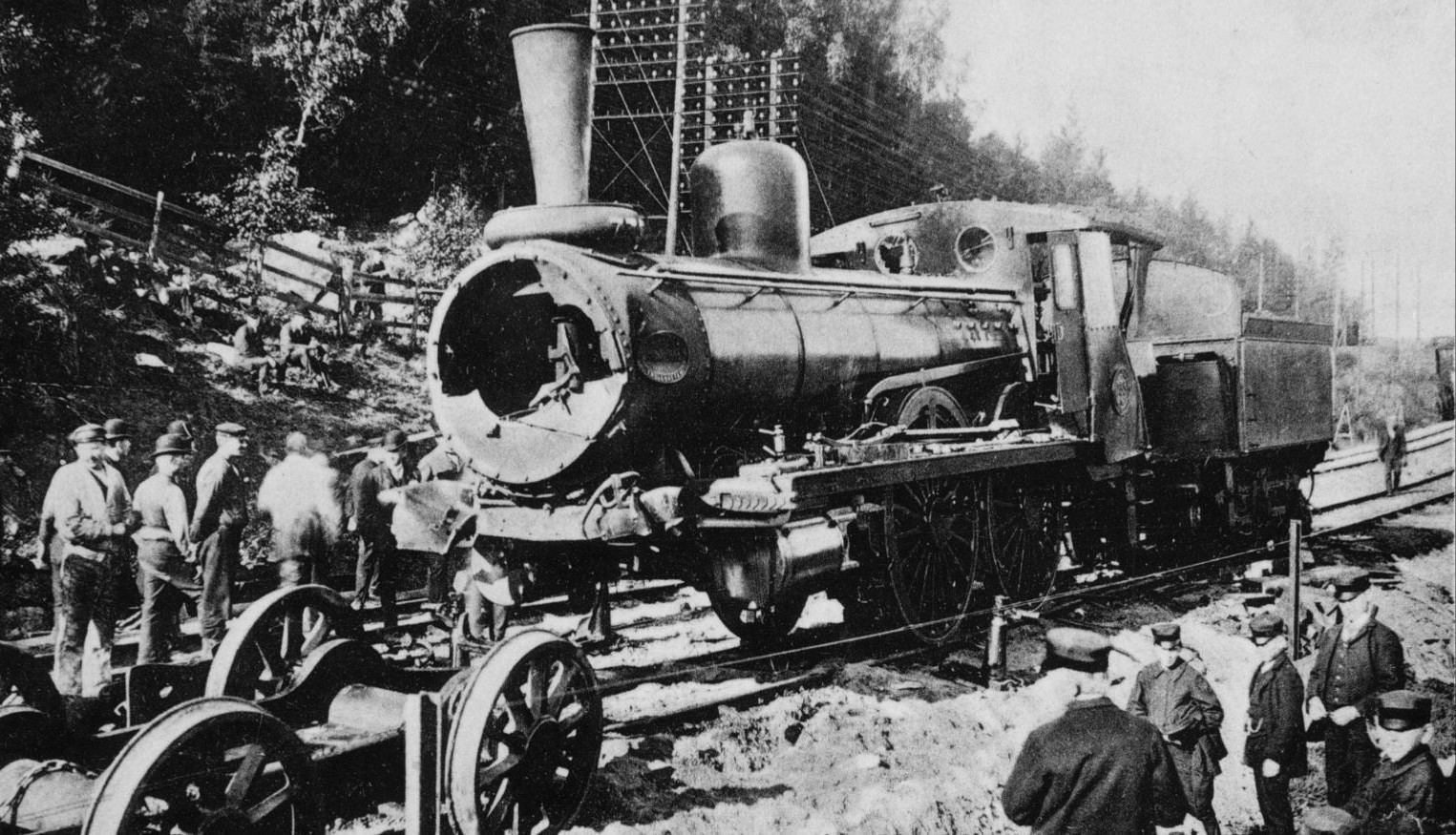
Vykort från Järnvägsolyckan i Huddinge 1908 med Döda bron i bakgrunden till höger.

Omkring år 1859 hade anläggningsarbetena för Västra stambanan nått trakten kring Huddinge kyrka och Tomtberga.  Kyrkoherden hade sina ägor här som sträckte sig i ett långsmalt bälte mot nordväst fram till Långsjön. Den nya järnvägen planerades rakt över hans mark. Arrendatorns gård stod öster om spåren, ungefär där Huddinge kommunalhus och Rådsparken ligger idag, medan gårdens kor hade sina betesmarker väster därom, strax söder om berget Kallkärrsklinten vid dagens Häradsvägen. Där slutade även bruksvägen. För att dra järnvägen över kyrkans mark fick SJ betala över 8 500 riksdaler samt anlägga en bro för kyrkoherdens boskap. SJ:s pengar räckte till både en orgel till kyrkan och till upprustning av kyrkoherdens boställe.
Samtidigt med invigningen av den då enkelspåriga stambanan den 1 december 1860 stod även bron färdig, som skulle bli den enda bron över järnvägen på sträckan mellan Södertälje och Stockholm södra som då var slutstation. Bron över spårområdet nyttjades huvudsakligen av kyrkoherdens kor och började i folkmun kallas ”Döda bron” för den ledde ingenstans. 
År 1908 anlades dubbelspår norrut från Huddinge station till Älvsjö station. I samband med det tillkom flera nya broar längs sträckan. Döda bron skymtar i bakgrunden till höger på ett fotografi visande uppröjningsarbetena efter tågolyckan som ägde rum den 19 september 1908 i kurvan norr om Huddinge station (se Järnvägsolyckan i Huddinge 1908). Dubbelspåret var under byggnad men inte öppnat för trafik när ett godståg till Stockholm frontalkrockade med snälltåget mot Malmö. 
Först med exploateringen för villabebyggelse på 1920- och 1930-talen fick Döda bron större betydelse för de interna kommunikationerna i Fullersta och Stuvsta. Dagens Döda bron är den tredje i ordningen och kom 1987 på plats när dubbelspåret mellan Stuvsta station och Huddinge ersattes av fyra spår. Bron är en fackverkskonstruktion av stålrör, 3,5 meter bred och 40 meter lång.

## Bilder, "Döda bron" idag

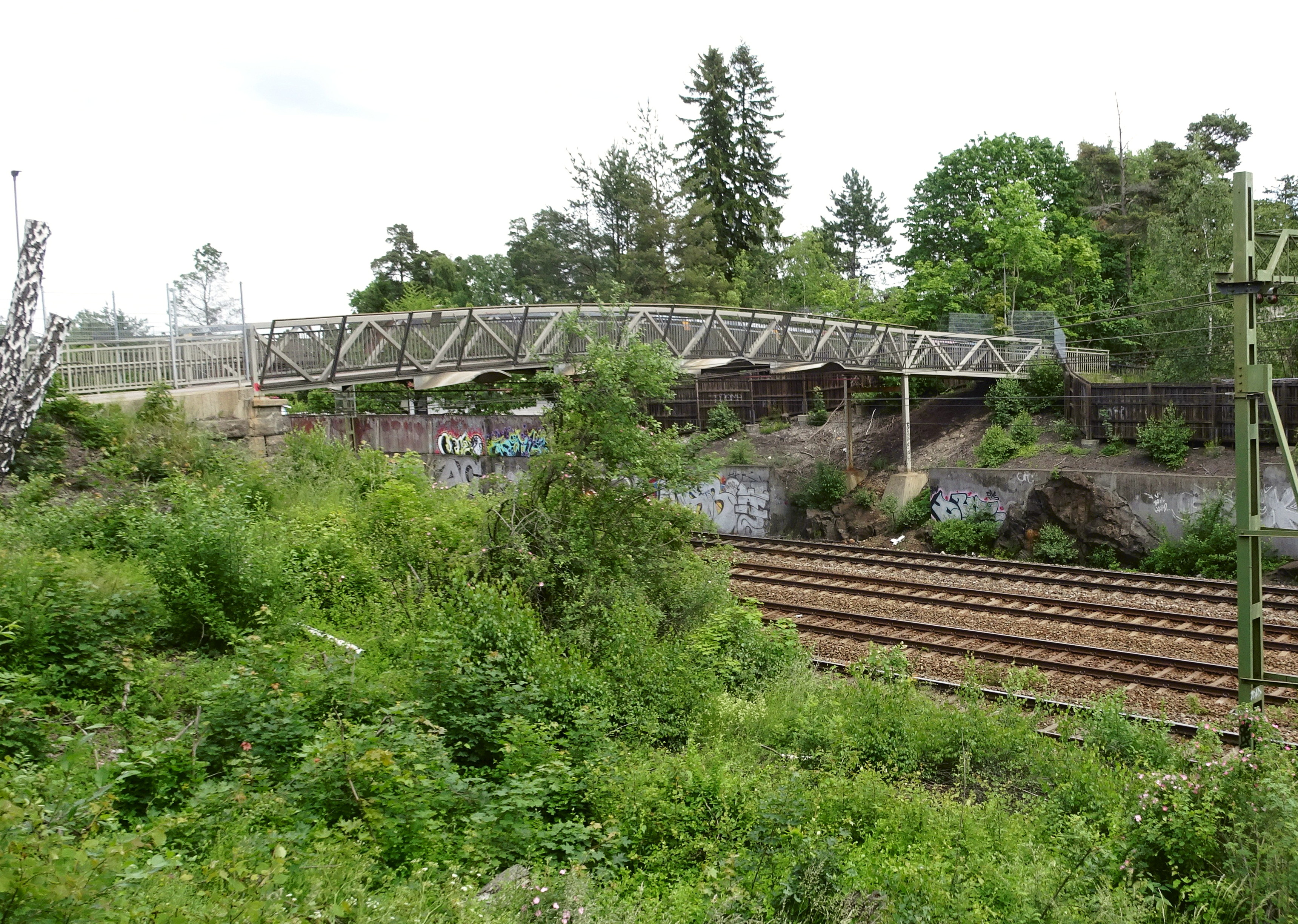
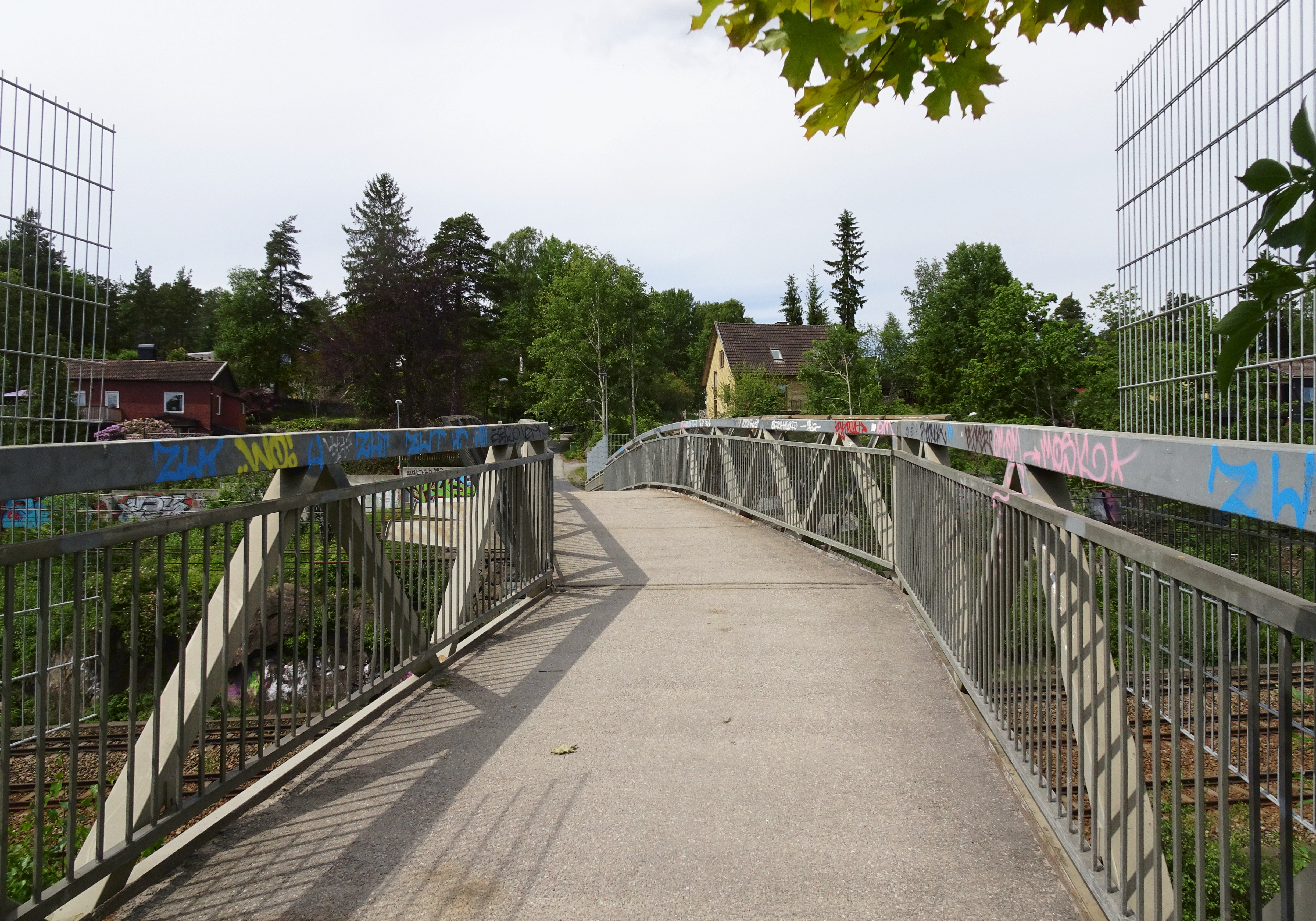
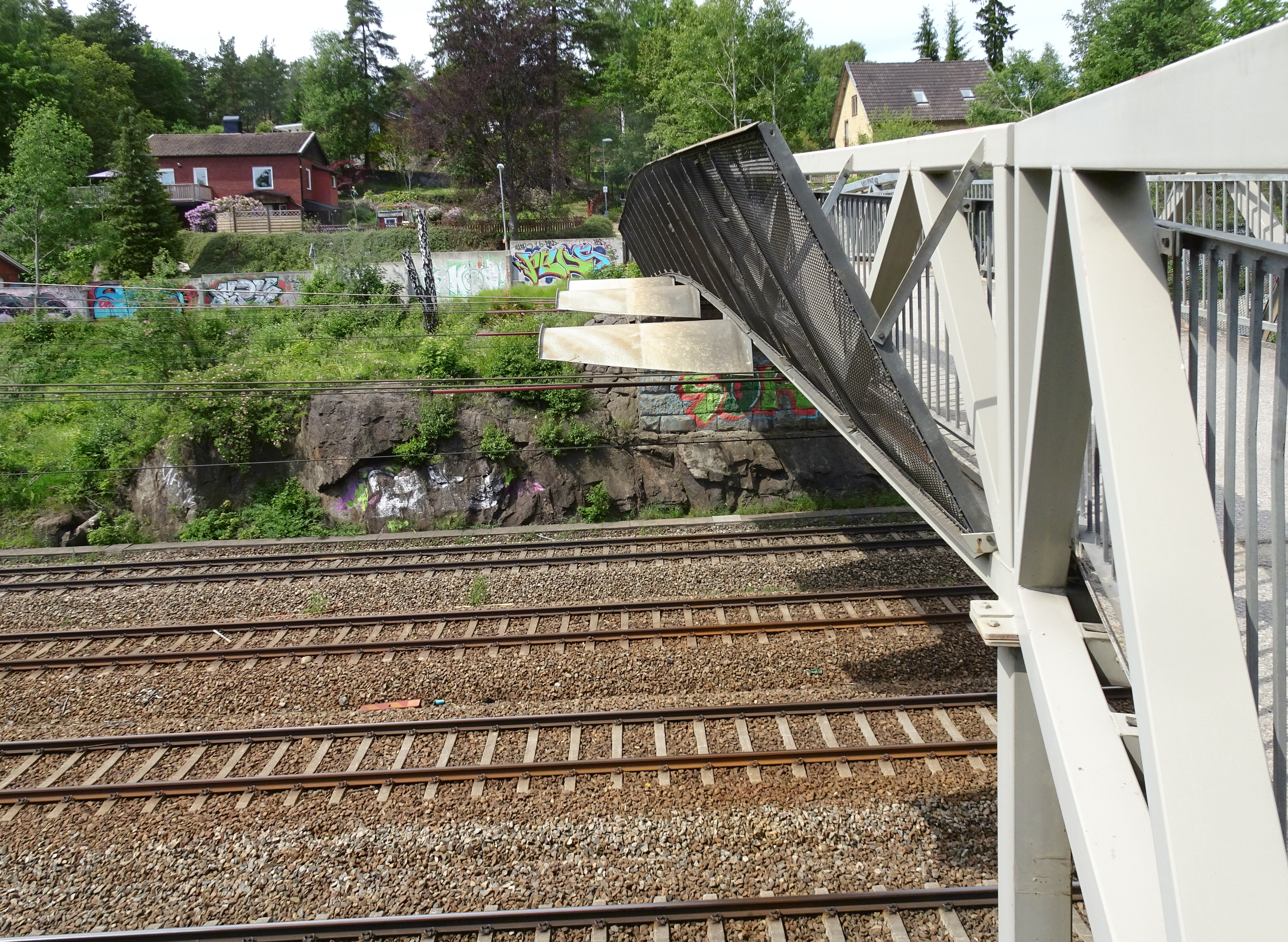
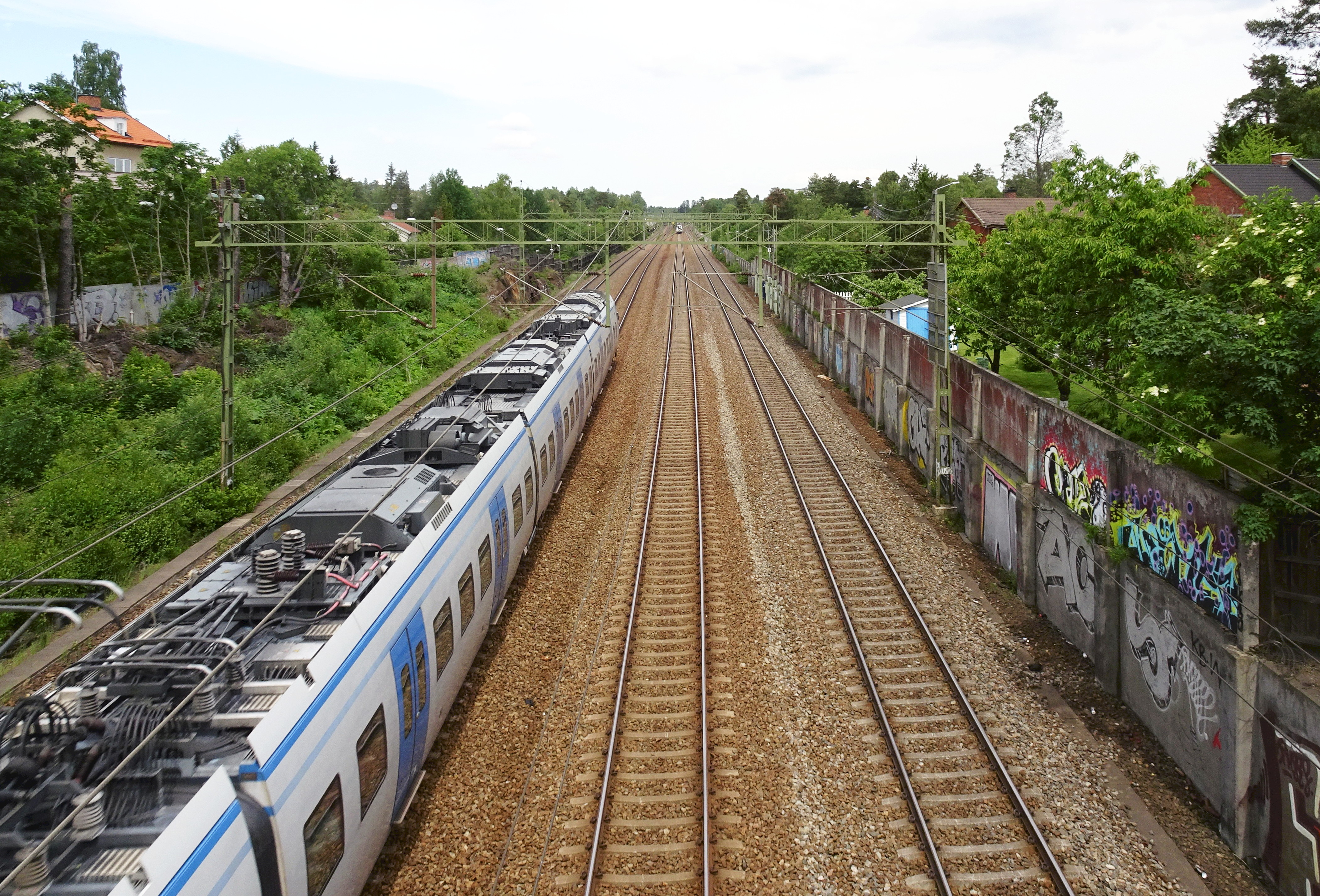